# Licea
Licea (en griego, Λύκαια) fue una antigua ciudad griega situada en Arcadia.
Pausanias cita a los liceatas como parte de los habitantes pertenecientes al territorio de Cinuria de Arcadia que se unieron para poblar Megalópolis. Polibio le da el nombre de Licoas y la sitúa junto al río Alfeo, después de que este río haya recibido las aguas de uno de sus afluentes, el río Lusio.
A veces se confunde con otra ciudad llamada a veces Licoa y a veces Licea que estaba también en Arcadia y que se hallaba en territorio de Ménalo.  